# 표철주
표철주(表鐵柱, ? ~ ?)는 조선시대의 범죄자이다.
영조가 임금이 되기 전에 세자궁 별감을 지냈는데, 사실 검계의 일원으로서 범죄조직원이었다. 사람을 잘 패서 표망동(表望同)이라는 별명이 있었고, 날마다 기생을 끼고 술을 몇 말씩 마셨다. 장붕익에 의해 검계가 대대적으로 단속, 토벌되자 외지로 도망갔다가 장붕익이 죽은 뒤에야 한양으로 돌아왔는데, 이미 70대가 되어서 귀가 먹고 이가 빠진 비참한 꼴이었다. 이규상에게 검계에 대한 자료를 증언해 〈장대장전〉을 쓸 수 있게 했다. 
젊어서는 범죄행각으로 벌어들인 재산이 만금이었으나 장붕익의 토벌로 쫄딱 망해서 늙어서는 가쾌(부동산 중개업)를 하다 죽었다. 정확한 생몰연대는 알 수 없다.